# Călărași (okręg Botoszany)
Călărași – wieś w Rumunii, w okręgu Botoszany, w gminie Călărași. W 2011 roku liczyła 2358 mieszkańców.